# HD 45029
HD45029 — хімічно пекулярна зоря спектрального класу
B8 й має видиму зоряну величину в смузі V приблизно  8,6.

## Пекулярний хімічний вміст
Зоряна атмосфера HD45029 має підвищений вміст Si.